# Iranische Hezbollah
Hezbollah oder Hesbollah („Partei Gottes“ von arabisch hizbu 'llah, vgl. Koran 5:56) ist eine iranisch-schiitische Bewegung, die sich vor der islamischen Revolution als Anhängerschaft des Ajatollah Chomeini in Iran entwickelte. Die Anhänger der Hezbollah-Bewegung in Iran werden als Hezbollahi bezeichnet und spielten eine entscheidende Rolle bei der islamischen Kulturrevolution von 1980 bis 1987 in Iran.

## Vorgeschichte
Die erste Verbindung zwischen Schlägertrupps und der iranischen Geistlichkeit entstand während der Zeit der Konstitutionellen Revolution in Iran (1906–1909). Bekannte Geistliche schufen sich eine Art Leibgarde, die nicht nur eine Schutzfunktion ausübte, sondern auch im Bedarfsfalle für Demonstrationen mobilisiert werden konnte. Die Verbindung zwischen diesen meist aus der Halbwelt oder dem Basar rekrutierten Personen war für beide Seiten von Vorteil. Die Geistlichen hatten eine schlagkräftige Truppe, die sie jederzeit gegen ihre politischen Gegner mobilisieren konnten. Diese wiederum hatten mächtige Beschützer, wenn ihnen die Polizei allzu eifrig nachstellen wollte.

## Entstehung
Der Name Hezbollah („Partei Gottes“) ist koranischer Herkunft (5:56) und wird in Ajatollah Chomeinis wichtigster Abhandlung Hokumat-e Eslami (Velayate Faqih), die 1970 in einem Buch publiziert wurde, das erste Mal in diesem Kontext erwähnt. Mitte der 1970er Jahre kam es bei Demonstrationen gegen Mohammad Reza Schah zu Zusammenstößen zwischen den Demonstrierenden und Mitgliedern der Sicherheitskräfte. Bei diesen Demonstrationen riefen die Anhänger Khomeinis „Hezb faqad Hezbollah, Rahbar faqad Ruhollah“ (Hezbollah ist die einzige Partei und Chomeini ist unser einziger Führer), das seither zum Slogan der Hezbollah-Bewegung geworden ist. Während dieser Zeit nahmen die revolutionären Hezbollah-Gruppen den bewaffneten Kampf gegen das Schahregime aus dem Untergrund auf. 
Anfang Januar 1978 kam es in Ghom zu ersten Zusammenstößen studentischer Demonstranten mit der Armee. Die anhaltenden Demonstrationen führten 1979 schließlich zum Sturz des Schahs. Nach dem Sieg der islamischen Revolution in Iran teilte Chomeini die Hezbollah-Freischärler in verschiedene staatliche Gruppierungen auf, die zum Teil in die Armee und den iranischen Geheimdienst (VEVAK) integriert wurden. 
Eine der wichtigsten Gruppierungen, die sich aus den Hezbollah-Milizen bildete, war die iranische Revolutionsgarde (Pasdaran), die 1979 von Chomeini gegründet wurden. Nach dem Beginn des Iran-Irak-Kriegs 1980, bildete sich ebenfalls aus den Anhängern der Hezbollah-Bewegung die Freiwilligen-Miliz der Bassidschi, so wie die al-Quds-Einheit. Weitere Gruppierungen, die sich aus der Hezbollah bildeten, sind die Studentenvereinigung Tahkime Wahdat und die Ansare Hisbollah, die als organisatorisches Sprachrohr der iranischen Hezbollah-Bewegung gilt. 
In den ersten Jahren nach der islamischen Revolution (1980–1982) entwickelten sich wiederholte Machtkämpfe zwischen den verschiedenen politischen Fraktionen, wobei es in Teheran zu bewaffneten Straßenschlachten zwischen den Mitgliedern der Volksmodschahedin (MKO) und den Hezbollahis kam, die wiederum Anhängern der Islamisch-Republikanischen Partei Chomeinis waren. 
Bis heute existieren ein Dutzend voneinander unabhängigen Hezbollahi-Gruppen, die den Namen Hezbollah tragen und jederzeit vom Regime mobilisiert werden können. Während der Studentenproteste 1999 kam es zu Übergriffen der Hezbollah auf die protestierenden Studenten. In dem Zusammenhang gab es Verbindungen zwischen hochrangigen Mitgliedern der iranischen Hezbollah als Drahtzieher der sogenannten Kettenmorde in Iran.

## Islamische Kulturrevolution
Die Hezbollahi wurden während der Islamischen Kulturrevolution instrumentalisiert, um an Irans Universitäten hauptsächlich gegen Säkularisierung und Modernisierung nach westlichem Vorbild vorzugehen. In einer Ansprache am 18. April 1980 übte Ajatollah Chomeini harte Kritik gegenüber einigen iranischen Universitäten, die seiner Meinung nach dem westlichen Vorbild folgten und die islamische Revolution gefährdeten: 

„Wir fürchten uns nicht vor ökonomischen Sanktionen oder vor einer militärischen Intervention. Wovor wir uns fürchten, sind westlich orientierte Universitäten, die unsere Jugend mit falschen Werten für ihre eigenen westlichen Interessen manipulieren wollen!“

 Chomeinis Ansprache galt als Signal für die Hezbollah-Bewegung im Lande, gegen die westlichen Einflüsse an den iranischen Universitäten vorzugehen. Es führte zur Islamisierung des allgemeinen Schulsystems in der Islamischen Republik Iran, die an den Oberschulen und Universitäten bis Mitte der 1980er Jahre betrieben wurde. Diese Säuberungen durchzogen das gesamte Land, vor allem in den Teheraner Universitäten, der Universität Schiras, Ahvaz, Rascht, und weitere größere Städte des Landes. Im Zuge dieser Konfrontationen zwischen den Chomeini-treuen Hezbollahi und westlich orientierten Studenten gab es über 300 Verletzte und mehr als 20 Tote Studenten. Diese Ausschreitungen führten zur Schließung einiger Universitäten in Iran für mehrere Jahre.

## Die Hezbollahi
Die Hezbollahi sind nicht uniformiert, allerdings durch ihr Auftreten und ihre Erscheinung erkennbar. Hezbollahi tragen meist schlichte Kleidung aus Stoff, Hosen (keine Jeans) und einfache schwarze Schuhe oder Pantoffeln. Ein schwarz-weißes Palästinensertuch, das üblicherweise im Winter getragen wird, und einen Vollbart oder Drei-Tage-Bart. Ein Hezbollahi ist einer, der die Islamischen Bräuche und Regelungen umfassend befolgt, dieser wird auch im iranischen Kontext als maktabi bezeichnet. Mit Abscheu gegenüber jeglicher westlichen oder östlicher Ideologie und Lebensstil. Er ist einfach gekleidet, gibt sich aufrichtig und aufgebracht. Chomeini ist sein Herz und seine Seele. Ein Hezbollahi benutzt keine westlichen Produkte wie Parfüm oder aus seiner Sicht dekadente westliche Sachen und trägt als Zeichen seiner Ablehnung dem westlichen Kapitalismus gegenüber niemals eine Krawatte. Er raucht nicht und boykottiert amerikanische Produkte. Heute befinden sich Hezbollahi in allen Schichten der iranischen Gesellschaft. Allgemein werden Angehörige des Regimes und Mitglieder des iranischen Parlaments sowie Angehörige der Basij und Pasdaran als Hezbollahi bezeichnet. Zu den prominentesten iranischen Hezbollahi zählen der ehemalige iranische Staatspräsident Mahmud Ahmadinedschad sowie Veteranen aus dem Iran-Irak Krieg wie Zabihollah Bakhshi, Hassan Abbasi und Massoud Dehnamaki. Als einer der ersten Anführer der Hezbollahi in Iran gilt Hodschatoleslam Hadi Ghaffari, der als einer der jungen Schüler Chomeinis galt.

## Verbreitung
Die Hezbollah Bewegung formierte und verbreitete sich in der vor-revolutionären Ära Irans in den 1970er Jahren bis zum Sturz des Schah-Regimes 1979. Mit dem Entstehen der Islamischen Republik Iran, die am 1. April 1979 von Ajatollah Chomeini proklamiert wurde, verbreitete sich die Hezbollah-Bewegung schlagartig im ganzen Land und wurde Anfang der 1980er Jahre im Rahmen des von Iran beabsichtigten Revolutionsexports in die Nachbarländer Irans und dem gesamten Nahen Osten verbreitet, wobei diese mehrheitlich auf die schiitische Bevölkerung in den jeweiligen Ländern ausgerichtet war. Aus diesen Bestrebungen heraus wurden tausende Mitglieder der iranischen Revolutionsgarden (Pasdaran) in die jeweiligen Staaten geschickt, um die revolutionäre Hezbollah-Bewegung nach iranischem Vorbild zu verbreiten. Daraus entstanden verschiedene meist durch die Islamische Republik Iran ideologisch und finanziell unterstützte schiitische Gruppierungen im Irak, Syrien, Libanon, Afghanistan, Aserbaidschan, Bahrain, Jemen und Saudi-Arabien wie die Hizballah Al-Hijaz, aber auch sunnitischen Gruppierungen wie der palästinensisch Islamische Dschihad oder die Kurdische Hezbollah in der Türkei. Als bekanntester Ableger der iranischen Hezbollah-Bewegung gilt allerdings die 1982 entstandene Libanesische Hezbollah, die einerseits eine politische Partei, und seit 1992 auch im libanesischen Parlament vertreten ist. Die Libanesische Hezbollah ist bis heute die am stärksten von Iran unterstützte Organisation, die im Besitz von schweren konventionellen Waffen ist.